# ISO 19600
La norma ISO 19600 dal 2021 sostituita con ISO 37301 Compliance management systems - Guidelines in italiano Sistemi di gestione della conformità (compliance) - Linee guida. È una guida per i sistemi di gestione della conformità, con lo scopo di supportare lo sviluppo, l'attuazione, la valutazione, il mantenimento ed il miglioramento di un sistema di gestione della conformità (compliance) di un'organizzazione. Si basa sui principi di buona governance, proporzionalità, trasparenza e sostenibilità. È applicabile a tutti i tipi di organizzazioni, indipendentemente da dimensione, struttura, natura e complessità dell'organizzazione stessa. 

## Storia
La ISO 19600 è stata sviluppata dall'ISO/TMBG Technical Management Board - groups, e pubblicata per la prima volta il 5 dicembre 2014.
L'edizione italiana UNI ISO 19600 è stata pubblicata per la prima volta il 25 febbraio 2016.
Successivamente nel 2016 l'ISO ha creato il Technical committee ISO/TC 309 Governance of organizations al quale ha assegnato la competenza su questa norma.
Il 1º luglio 2021 è stata ritirata e sostituita dalla UNI ISO 37301:2021 Sistemi di gestione per la compliance - Requisiti con guida per l'utilizzo.

## Principali requisiti della norma
La ISO 19600 adotta lo schema ISO High Structure Level (HSL) in 10 capitoli nella seguente suddivisione:
- 1 Scopo
- 2 Norme di riferimento
- 3 Termini e definizioni
- 4 Contesto dell'organizzazione
- 5 Leadership
- 6 Pianificazione
- 7 Supporto
- 8 Attività operative
- 9 Valutazione delle prestazioni
- 10 Miglioramento

## Cronologia
| Anno | Descrizione                           |
| ---- | ------------------------------------- |
| 2010 | ISO 19600 (1ª Edizione)               |
| 2021 | sostituita da ISO 37301 (1ª Edizione) |